# Nucinella woodii
Nucinella woodii is een tweekleppigensoort uit de familie van de Manzanellidae. De wetenschappelijke naam van de soort is voor het eerst geldig gepubliceerd in 1898 door Dall.